# XII Festival Internacional de la Canción de Viña del Mar
El XII Festival Internacional de la Canción de Viña del Mar, o simplemente Festival de Viña del Mar 1971, se realizó del 2 al 17 de febrero de 1971 en el anfiteatro de la Quinta Vergara, en Viña del Mar, Chile. Fue animado por César Antonio Santis y coanimado por Alejandro Chávez, y su noche final fue transmitida en diferido por Televisión Nacional de Chile el 21 de febrero.

## Desarrollo
El humorista Edmundo "Bigote" Arrocet debió volver en una noche once veces al escenario de la Quinta Vergara por petición del público. Fue además el primer artista ajeno a la competencia en recibir una Gaviota de Plata.
La actuación del cantante español Nino Bravo fue magistral y con solo tres canciones se ganó el favor del público de la Quinta Vergara. Pese a que no se cesó en pedir que cantara más, el contrato especificaba solamente tres temas. Además, como aseguró el director de la orquesta: «No hubiera podido cantar ninguna canción más puesto que nosotros, la orquesta, sólo poseíamos las partituras de las tres canciones previstas».
Veinte países compiten en el género internacional, lo que es considerado «la definitiva internacionalización del certamen». En la competencia internacional, además, participó por Francia la cantante holandesa Lenny Kuhr, una de las ganadoras del Festival de Eurovisión de 1969, obteniendo el segundo lugar.
Las competencias fueron fuente de controversia: en la folclórica, son descalificadas las canciones La violeta y la parra, de Jaime Atria, acusada de plagio al presentar similitudes con Santiago está de fiesta de Segundo Zamora, y Mi velorio, de Nano Parra, al falsificarse el nombre del autor. En cuanto a la competencia internacional, el tema ganador, Svatko mora imat nekog (Everybody has to have anybody / Todo el mundo tiene a alguien), que representaba a Yugoslavia, fue descalificado al saberse que no era inédito, como lo exigían las bases del certamen; la canción había sido presentada en el Festival de Opatija de 1970.

## Artistas invitados
- Nicola di Bari
- Nino Bravo
- Las Satánicas
- Firulete
- Edmundo "Bigote" Arrocet
- Los Blops
- Cuncumén
- Rudy Hernández

## Competencias
Internacional:
- 1.er lugar: Desierto (La canción representante de  Yugoslavia Svatko mora imat nekog (Everybody has to have anybody / Todo el mundo tiene a alguien) de Nikica Kalogjera e Ivica Krajač, interpretada por Tim Twinkleberry, fue descalificada por no ser inédita).
- 2.º lugar:  Francia, Si tant meillieur, de M. Jourdan y Caravelli, interpretada por Lenny Kuhr.
- 3.er lugar:  Chile, Si me miran a los ojos, de Osvaldo Geldres, interpretada por Marisa.

Folclórica:
- 1.er lugar: La torcacita, de Óscar Cáceres y Luis Barragán, interpretada por Ginette Acevedo.
- 2.º lugar: La Patria, de Kiko Álvarez, interpretada por Kiko Álvarez y Los Curacas.[6]
- 3.er lugar: Mi velorio, de Nano Parra, interpretada por Nano Parra.

- Mejor intérprete:  Chile, Osvaldo Díaz con el tema Ahí va José, de Luis "Poncho" Venegas.